# Obereopsis nigriceps
Obereopsis nigriceps là một loài bọ cánh cứng trong họ Cerambycidae.